# Riedersheim
Riedersheim ist ein Ortsteil der Gemeinde Bockhorn im Landkreis Erding in Oberbayern.

## Geografie
Der Ort liegt drei Kilometer östlich von Bockhorn. Das abgegangene Schloss in Riedersheim war lange Sitz einer geschlossenen Hofmark.

## Orts- und Schlossgeschichte
„Ruodrihhesheimun“ erscheint erstmals in einer Freisinger Urkunde von 972/76. Bischof Abraham von Freising tauschte 972/76 „von dem edlen Vasallen der Kirche Ruodbert Liegenschaften zu Sollach, Maierklopfen und Riedersheim gegen anderen in Oppolding“.
994 bis 1005 unter swm Freisinger Bischof Gottschalk erfolgt ein weiterer Tausch mit Grundstücken zu „Ruothrihesheim“. Im Jahr 1238 ist ein Heinrich von Ruthersheim nachzuweisen. Im 14. Jahrhundert sitzen die Schmatz oder Schmaz in Riedersheim. 1350 vergleichen sich Cunrad Schmaz von „Riedershaimb“ und Heinrich der Schmaz von Widdersdorf mit Abt Heinrich von Rott. 1443 sind „Zween Brüder die Schmatzen Ruedersheim“ verzeichnet. Durch die Jahrhunderte gibt es verschiedene Besitzer, so Balthasar Pötscher (Bürgermeister von München) und die Freiherren von Imhof.
Der Sitz Riedersheim gehörte seit 1597 dem Geschlecht der Neuchinger und hatte „ein gemauertes Haus oder Gschlessl“. Das Verzeichnis der Hofmarken und Sitze von 1689 führt Riedersheim als Hofmark an. 1694 bezeichnet der Pfleger in seinem Bericht Riedersheim als geschlossene Hofmark.
Um 1710 erstellte Michael Wening ein Kupferstich von Schloss „Riedthaim“ für seine „Beschreibung des Kurfürsten- und Herzogtums Ober- und Niederbayern (Historico Topographica Descriptio)“. Es ist jedoch nicht geklärt, ob das auf dem dargestellte tatsächlich Riedersheim bei Bockhorn darstellt, oder ob eine Verwechslung entweder mit dem Schloss von Riedheim im Landkreis Donau-Ries oder der von Riedheim im Landkreis Günzburg vorliegt. Von 1746 bis 1832 besaß die Familie von Widnmann die Hofmarksrechte. Bereits im Jahr 1774 wurden das Schloss mit Schlosskapelle abgebrochen.
Die 1809 gebildete Gemeinde Bockhorn mit den Teilorten Aurlfing, Bergarn, Deimling, Emling, Haselbach, Hecken, Heiderl, Reisach, Riedersheim und Strogn (1752 noch Strogn, Unterscheidung von Ober- und Unterstrogn ab 1815) erhielt 1818 mit dem Zweiten Gemeindeedikt Selbstverwaltungsrechte.

## Baudenkmäler
In der Liste der Baudenkmäler in Bockhorn (Oberbayern) wird das ehemalige „Kleinbauernhaus“ als erdgeschossiger übertünchter Blockbau mit Satteldach und Widerkehr aus der ersten Hälfte des 18. Jahrhunderts verzeichnet.
Der Archäologe Harald Krause lokalisierte 2013 Reste einer Turmhügelburg nordöstlich des heutigen Ortes.